# Conus sennottorum
Conus sennottorum é uma espécie de gastrópode do gênero Conus, pertencente a família Conidae.